# Phare de McInnes Island
Le phare de McInnes Island est un phare érigé sur l'île McInnes au sud de Price Island, entre le sud du détroit d'Hecate et l'entrée du détroit de Milbranke, dans le District régional de Central Coast (Province de la Colombie-Britannique), au Canada. 
Ce phare est géré par la Garde côtière canadienne.
Ce phare patrimonial est répertorié par la loi sur la protection des phares patrimoniaux (en) en date du 29 mai 2015.

## Histoire
McInnes Island tire son nom du médecin Thomas Robert McInnes qui fut lieutenant-gouverneur de la Colombie-Britannique.
La première lumière fut installée en 1921 sur un mât. Elle fut remplacée, en 1954, par un véritable phare, avec trois habitations et un bâtiment de corne de brume.

## Description
Le phare actuel est une tour cylindrique blanche, avec galerie et lanterne rouge, de 9 m de haut. Il est attaché à une maison de gardiens d'un étage. Il émet, à une hauteur focale de 30 m, un éclat blanc, toutes les 5 secondes. Sa portée nominale est de 22 milles nautiques (environ 41 km). 
Il se trouve à environ 50 km à l'ouest de Bella Bella dans la réserve indienne des Heiltsuks. Il n'est accessible qu'en bateau.
Identifiant : ARLHS : CAN-310 - Admiralty : G-5715 - NGA : 12040 - CCG : 0619 .

### Lien connexe
- Liste des phares de la Colombie-Britannique